# Erik Sundin
Erik Sundin est un footballeur suédois évoluant au poste d'attaquant axial. Il peut également jouer en tant que milieu de terrain offensif. Il est né le 1er mars 1979 à Stockholm (Suède).

## Carrière

### Les débuts
Né à Stockholm, Erik Sundin commence le football à l'âge de six ans au sein de l'AIK Solna, bien qu'il soit plutôt supporter de Djurgårdens IF. Vivant à Solna, son père trouvait en effet que le club de Djurgårdens IF était trop loin de leur domicile et obligea Erik à jouer chez les Noir et Or. Il fera toutes ses classes dans ce club sans pour autant jouer un seul match avec l'équipe A. Il décide alors de rejoindre, à 18 ans, Enebyberg, en Division 2 Västra Svealand, le quatrième échelon national. Quelque temps plus tard il est contacté par l'entraîneur de FC Café Opera, Peter Kisfaludy, pour rejoindre le club de Djursholm, dans la banlieue de Stockholm, qui évolue en Superettan, la deuxième division suédoise.

### FC Café Opera
Titulaire lors des 8 premières journées de championnat, Sundin trouve rapidement sa place dans l'effectif, inscrivant notamment son premier but sous ses nouvelles couleurs à l'occasion de son premier match. Malheureusement pour lui, ces 8 matchs (2 buts) seront les seuls qu'il disputera cette saison-là, à cause d'une rupture des ligaments croisés du genou droit qui l'éloigne des terrains pour tout le reste de la saison 2001. Il retrouve les terrains en 2002 où il jouera 26 des 30 rencontres du championnat de deuxième division (18 titularisations). 3e meilleur buteur et 3e meilleur passeur du club (à chaque fois derrière Göran Marklund et Kaj Eskelinen), il commence à se faire une réputation sur les terrains. Malheureusement, il s'en fait aussi une en dehors. Il aime en effet beaucoup sortir et s'amuser et voit son comportement être mis en cause. 
En décembre 2002, il se rompt à nouveau les ligaments croisés (au genou gauche cette fois) à l'occasion d'un tournoi de Futsal à Haninge alors que l'on parle de lui pour venir renforcer le promu en Allsvenskan, Enköping. Sundin montre alors toutes ses qualités mentales et réussit à revenir sur les terrains au cours de la saison 2003, totalisant finalement cinq buts et quatre passes décisives en 16 rencontres de championnat (dont 12 comme titulaire). En 2005, alors que le FC Café Opera a fusionné avec Väsby IK pour devenir Väsby United, Sundin choisit de rester et retrouve rapidement la confiance de son entraîneur qui lui avait manqué la saison précédente. Titulaire à 24 reprises (25 apparitions), il ne parvient toutefois pas à battre son record de buts de 2002. À la fin de la saison, il est recruté par Assyriska FF tout juste relégué d'Allsvenskan.

### Assyriska
Dans une formation qui a l'ambition de remonter immédiatement, Sundin est un titulaire indiscutable. Auteur d'une saison honorable au poste de milieu offensif (6 buts et 2 passes décisives en 27 apparitions, toujours en tant que titulaire). Son club, lui déçoit et est même relégué à la fin de la saison après avoir perdu en match de barrage face à Bunkeflo IF. C'est un coup très dur pour Erik qui envisage alors d'abandonner le football. Mais Trelleborgs FF, champion de Superettan 2006, le contacte et lui offre un contrat de deux à un mois de la reprise du championnat. 

### Trelleborgs FF
Titulaire d'entrée de jeu, il souffre avec une équipe qui joue surtout pour ne pas descendre. Il doit attendre la 11e journée pour trouver les filets face au voisin d'Helsingborgs IF (défaite 3-2 à domicile, doublé de Sundin).
Finalement, il évitera de peu la descente en se classant 13e sur 14 en 2007. Pour son club, l'année suivante est plus "tranquille", le club terminant au milieu de tableau et Sundin ayant peu ou prou les mêmes statistiques que la saison précédente (4 buts et 1 passe en 2007, 4 buts et 5 passes en 2008). À la fin de saison, il est contacté par Helsingborgs IF pour venir renforcer le club qui doit disputer la Ligue Europa.

### Helsingborgs IF
Le 23 décembre 2008, il s'engage donc pour 2 saisons plus une en option avec HIF, principalement pour jouer les utilités. Mais le club ayant perdu plusieurs éléments au cours de l'été 2009, il se retrouve de plus en plus souvent sur le terrain. En 2010, alors il fait même partie des joueurs les plus utilisés du club au cours d'une saison où Helsingborgs IF livrera un duel acharné avec le voisin Malmö FF dans l'obtention du titre de champion de Suède et remportera la coupe de Suède. Cette saison reste d'ailleurs sa meilleures sur le plan personnel avec 8 buts et 5 passes décisives en 26 rencontres (20 titularisations).
Le 19 mars 2011, il ajoute une deuxième ligne à son palmarès en marquant le deuxième but de son équipe face à Malmö FF en Super Coupe de Suède lors de l'ultime minute de jeu. Lors de la saison 2012, il est confronté à l'éclosion de l'Islandais Alfreð Finnbogason et à la concurrence avec Alvaro Santos et joue moins. Titulaire à 7 reprises pour 15 apparitions en championnat, il décide fin août -comme le lui permet son contrat- de rejoindre Hammarby IF, en Superettan.

### Hammarby IF
À Stockholm, le vétéran de 33 ans signe des débuts fracassants. Titulaire d'entrée de jeu face à Ängelholms FF lors de la 22e journée, auteur d'une passe décisive à la 49e minute (but de Nikolas Ledgerwood), il marque son premier but sous ses nouvelles couleurs à la 69e, permettant aux siens de l'emporter 2-1. Il remet ça lors de la journée suivante sur le terrain de Brommapojkarna en ouvrant le score dès la 5e minute, mais ne peut empêché la défaite de son équipe (2-1).

## Palmarès
- Champion de Suède : 2011
- Vainqueur de la Coupe de Suède : 2010
- Vainqueur de la Supercoupe de Suède : 2011